# Infezioni respiratorie ricorrenti
Le infezioni respiratorie ricorrenti sono episodi ripetuti di infezione dell'apparato respiratorio che, per definizione, si manifestano in età pediatrica. Sono tra le più importanti cause di morbilità per questa fascia di età sia nei paesi industrializzati, sia in quelli in via di sviluppo. 

## Definizione
Si può parlare di infezioni respiratorie ricorrenti nel bambino nei seguenti casi:
- almeno 6 episodi in un anno;
- almeno 1 episodio di infezione respiratoria alta (rinite, otite, faringe, laringe, trachea e bronchi di grosso calibro) al mese tra settembre e aprile;
- almeno 3 episodi di infezione respiratoria bassa (polmoni e bronchi di piccolo calibro) in un anno.

Tale definizione non è tuttavia universalmente riconosciuta e tali criteri sono spesso messi in discussione. Per certe malattie esistono dei criteri specifici che esulano dalla definizione di infezione respiratoria ricorrente: ad esempio l'otite media (3 episodi in 6 mesi o 4 in 12 mesi), la rinite ricorrente (cinque episodi all'anno) e la faringite/tonsillite (3 episodi all'anno). Recentemente è stato introdotto un criterio basato su differenze di età, con oltre 8 episodi nei minori di 3 anni e almeno 6 in quelli di età superiore.

## Epidemiologia
Indipendentemente dalla classificazione, gli studi epidemiologici hanno mostrato una maggiore incidenza nei bambini di età inferiore a due anni, che si riduce con il progredire dell'età. In particolare vi sono soggetti il 25% dei bambini di età inferiore a un anno, il 18% di quelli di età compresa tra 1 e 4 anni e il 6% di quelli di età inferiore a 6 anni.

## Eziologia
Le cause sono soprattutto virali, mentre più rara è l'eziologia batterica. Tra i primi i più comuni sono il virus respiratorio sinciziale, gli adenovirus, i virus influenzali e parainfluenzali. Tra i batteri sono comuni le infezioni da Klebsiella pneumoniae, da Moraxella catarrhalis, da Haemophilus influenzae, da Streptococcus pneumoniae e Streptococcus pyogenes.

## Clinica
La presentazione clinica dipende dal tratto di apparato respiratorio coinvolto.

## Trattamento
Il trattamento è caratteristico per ogni malattia, con tutte le indicazioni presenti per il paziente pediatrico.

### Prognosi
La prognosi è benigna e la ricorrenza scompare entro i 12 anni.